# Benemerenti in Opere Evangelizationis
Benemerenti in Opere Evangelizationis – medal przyznawany przez Komisję Episkopatu Polski ds. Misji.

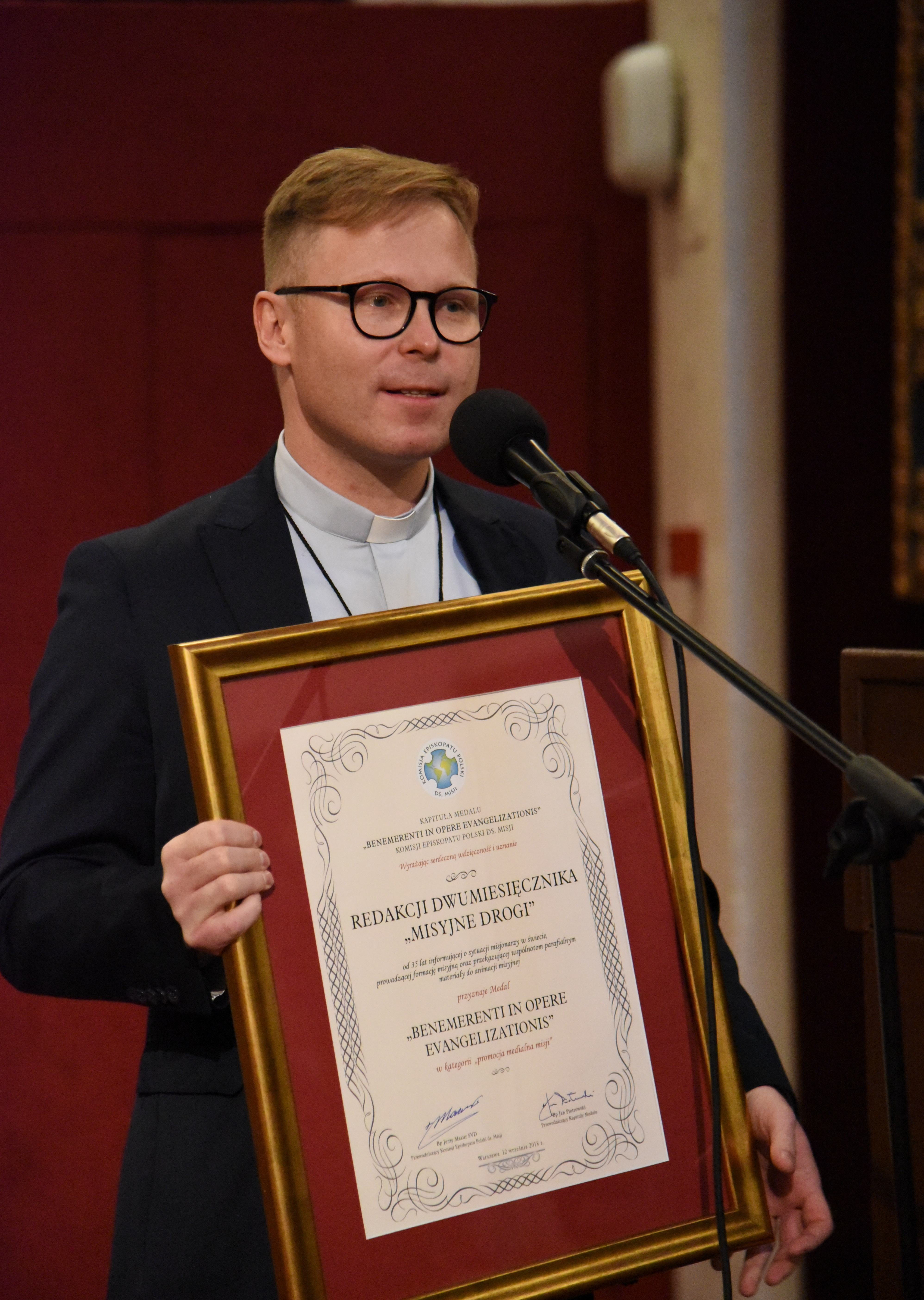
O. Marcin Wrzos OMI w czasie odbioru nagrody Episkopatu Polski "Benemerenti in Opere Evangelizationis" dla czasopisma "Misyjne Drogi" i portalu misyjne.pl

Medal został ustanowiony w 2017, w pięćdziesiątą rocznicę istnienia Komisji Episkopatu Polski ds. Misji. Na rewersie medalu umieszczono sentencję: Podziel się Chrystusem.
Medal przyznawany jest w następujących kategoriach:
- wyróżnienie nadzwyczajne;
- Kategoria I „Za zasługi w  misyjnym dziele Kościoła” (m.in. January Liberski, Wacław Leszek Nahorski, Wacław Nahorski, Jolanta Karolina Bajak[3]);
- Kategoria II „Pomoc modlitewna i duchowa”  (m.in. Stanisław Wojdak, Ewa Zachwieja, Jolanta Alibożek[3]);
- Kategoria III „Pomoc materialna i finansowa dla misji” (m.in. Jan Szczepaniak, Anna Lisiecka, Władysław Grochowski[3])'
- Kategoria IV „Informacja medialna" (m.in. dwumiesięcznik „Misyjne Drogi”, Wydawnictwo „Missio-Polonia”, Tygodnik Katolicki „Gość Niedzielny”[3])[1];
- Kategoria V (2024) „Dla uhonorowania misjonarzy seniorów"[4].